# Slaget vid Brännkyrka
Slaget vid Brännkyrka ägde rum den 27 juli 1518 i Sverige, i unionskrigens slutskede, mellan unionstrupper och svenska upprorstrupper. Svenskarna vann.

## Bakgrund
Kristian II hade vid midsommar 1518 inlett en belägring av Stockholm, med en armé huvudsakligen bestående av danska trupper förstärkta med tyska legoknektar. Han hade först sitt läger på Norrmalm, men flyttade det senare till Södermalm. I juli kom Sten Sture den yngre tågande söderifrån med en armé för att bryta belägringen. Kristians trupper bröt då upp och ryckte söderut för att möta de svenska trupperna.

## Platsen för slaget

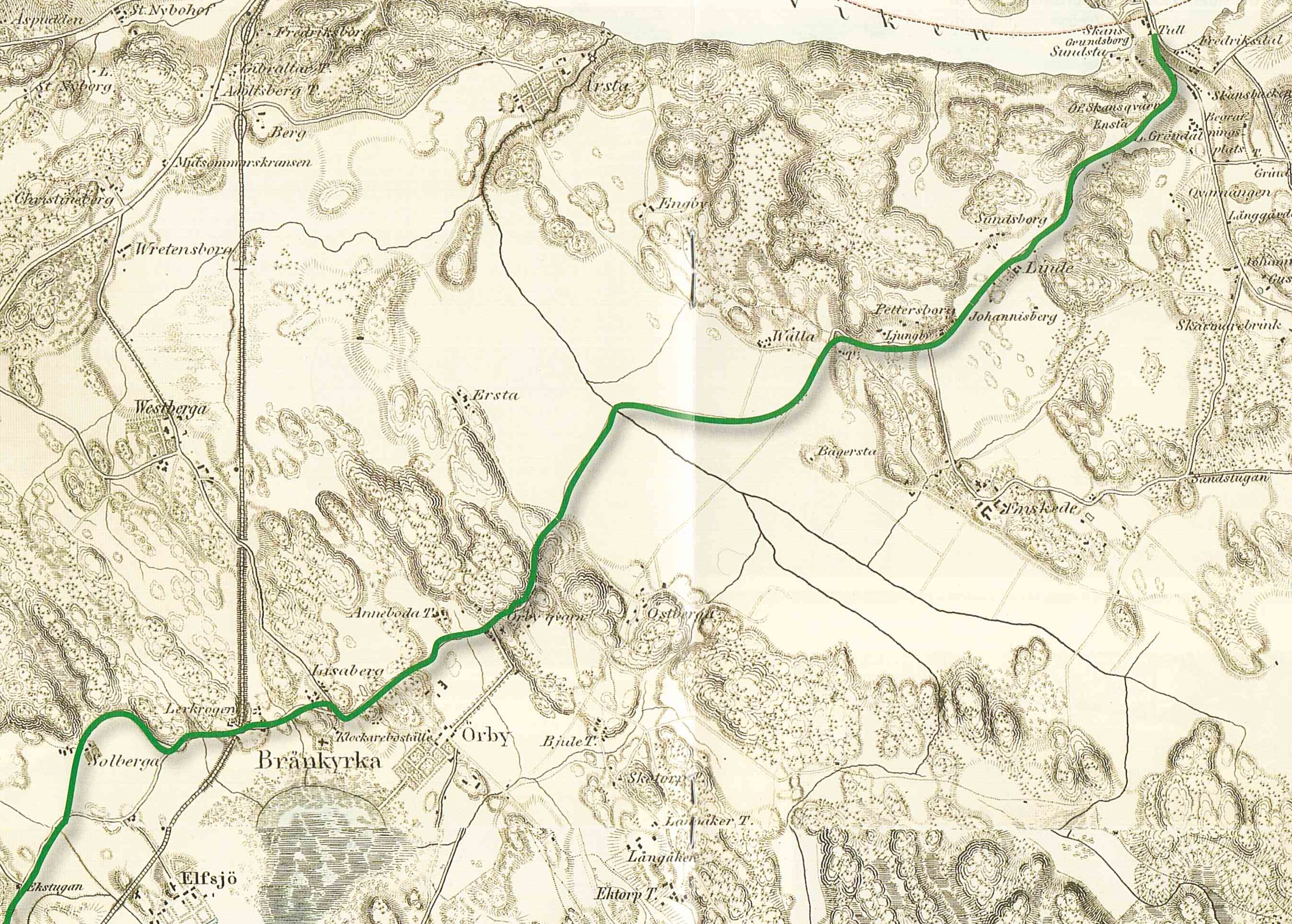
Karta från 1861 över aktuellt område med sträckningen av Göta landsväg inritad

Huvudkällorna till slaget vid Brännkyrka är en skildring på latin av ett danskt ögonvittne, Lars Werman (Laurentius Wermannus), samt en på lågtyska av en man i Sten Stures tjänst. Ingen av dem nämner Brännkyrka. Det gör däremot senare källor som Olaus Petri och Peder Svart.
Werman namnger inte platsen för slaget men säger att det på vänster sida fanns berg och kullar beväxta med buskar, på höger sida sumpmarker och gärdesgårdar. Den tyska berättelsen talar om ene schermüslinth by Aerstede op eyne enge, "en skärmytsling vid Aerstede på en äng". I en not på latin uppger Annerstedt, som sammanställt ursprungsskrifterna, att Aerstede avser Årsta gård och att striden bör ha ägt rum på Årstafältet mellan Årsta gård och Brännkyrka kyrka. Historikern Sigurd Rahmqvist anser dock att Aerstede skall tolkas som Ersta, en gård som inte längre finns kvar, men som låg sydväst om Årstafältet, nordväst om Göta landsväg. Detta skulle indikera att åtminstone en del av slaget utspelades på slänten mot Årstafältet mot Valla å, mellan Östberga och Ersta, strax norr om läget för Örby kvarn. Stockholm Stadsmuseum skriver i en rapport från 2012 att Årstafältet, utmed Göta landsväg, anges av flera forskare som platsen för slaget och att en av dem förlägger det till Valla gärde i norra delen av fältet.
De yttre omständigheterna, att Sten Stures trupper marscherar mot Stockholm från söder och att Kristian från sitt läger på Södermalm vill möta denna trupp, gör en plats utmed Göta landsväg trolig, vilket också är forskarnas uppfattning enligt Stadsmuseets rapport . Det stämmer också med  olika platser som föreslagits, som ligger efter varandra: Älvsjö, Brännkyrka kyrka, Örby kvarn och södra slänten mot Årstafältet och Valla gärde vid norra slänten mot Årstafältet. Av beskrivningen av slaget började det med ett anfall mot danskarnas postering, som kan befunnit sig i norra/mittre delen av fältet, att danskarna sedan förföljde svenskarnas förtrupp, som kan varit in i skogen söder om fältet, och att bondehären sedan kom från söder och angrep danskarna som retirerade, som kan varit mot fältet, där sedan huvudslaget stod.  
Senare källor säger i stället att slaget stod nära Brännkyrka kyrka där det tidigare sägs ha funnits rester av vad som då antogs vara svenskarnas läger.
En rad andra platser har också pekats ut. En teori är att slaget stod i Kräppladalen mellan dagens Rågsved och Myrängen. En dansk kanon skall enligt en sägen grävts fram i någon av sumpmarkerna kring Magelungs- eller Kräppladiket. I Brännkyrka Hembygdsförening medlemsblad menade hembygdshistorikern J. A. Widegren på att slaget istället skulle ägt rum i området runt Rågsved och Högdalen. Enligt Widegren skulle en stor del av den danska hären förlagt sig på “Saltmätareängen”, idag lokaliserat till området mellan Högdalen och Bandhagens tunnelbanestationer. Sten Stures styrkor valde att försöka anfalla danskarna i deras läger och segrade efter en hård strid. Krigshistorikern Julius Mankell placerar i en av sina planscher slaget söder om Brännkyrkasjön.

## Slaget
Detta finns upptecknat i svenska och danska källor, men nedskrivna flera år efter slaget.

### Enligt svenska källor
I själva dagbräckningen skedde anfallet. Det första anfallet misslyckades, då danskarna hade blivit varskodda av vaktposten, som befann sig vid Långbro. Efter flera strider bröt svenskarna igenom deras försvarsverk när den danska hären angreps i södra flanken. Samtidigt anlände den del av fotfolket som ännu inte hunnit fram och ingrep i anfallet. Följden blev, att den danska fronten upplöstes och flydde. Under flykten fastnade det tunga rytteriet i sumpmarker. Sture förde 300 fångar med sig in i Stockholm. 1600 bönder uppges ha legat kvar på stridsplatsen.
Uppgifter att Gustav Vasa skall ha anfört det svenska huvudbaneret vid slaget är numera ifrågasatta. Han deltog däremot möjligen i slaget, åtminstone befann han sig kort därefter bland Sten Stures trupper.

### Enligt danska källor
Den danske historieskrivaren professor Allen, skriver: "Vid svenskarnas första anfall slogos de tillbaka och vid det andra slogos de på flykten och jagades in i skogen. Under förföljelsen spridde sig de danske i små hopar och detta begagnade sig de svenske av. Skyddade av skogen samlade de sig på nytt och bröt oväntat fram till ett samlat angrepp. Detta kunde de danske icke motstå på grund av det oordnade tillstånd, vari de befunno sig. Särskilt de tyska knektarna blevo drivna ut i ett moras eller kärr och funno där döden. Danskarna drogo sig tillbaka till Södermalm."

## Efter slaget
Efter slaget drog sig danskarna tillbaka till sitt läger på Södermalm. Efter att ha begärt förhandlingar, och 12 september 1518 uppsatt ett fördrag om ett nytt möte i juli 1519 avseglade Kristian med den gisslan han fått inför förhandlingen.

## Slaget i konst och litteratur
I Peder Svarts krönika, som skrevs på Gustav Vasas uppdrag, ges slaget en viktig roll i Gustav Vasas liv. Och medan uppgiften att han i slaget bar riksbaneret numera anses mindre troligt, så sågs slaget under århundraden framåt som en första betydande insats av honom.
I Vasakoret i Uppsala domkyrka målade Johan Gustaf Sandberg mellan 1831 och 1838 sju freskomålningar som skildrar viktiga händelser i Gustav Vasas liv, där målningen av Slaget vid Brännkyrka med Gustav Vasa i fonden utgör den första.
I litteraturen förekommer finns många återberättelser, då slaget återges som en del av Gustav Vasas liv. Även dikter och folkvisor finns. En från tidigt 1800-tal som återges i Geijer & Afzelius, Svenska Folkvisor 1880, inleds med Swerighis menn achtar iagh att loffwa

### Fotnoter
1. 1 2  Båda utgivna i "Scriptores rerum Suecicarum III:1 (1876) av Claes Annerstedt.
2. ↑  Stugart, Martin (20 januari 2002). ”Bränkyrkaslaget rasar vidare”. Dagens Nyheter:  s. 16. https://arkivet.dn.se/tidning/2002-01-20/11184-18/16?q=%22eva%20odelman%22.
3. ↑   webbplatsen forum.skalman
4. 1 2 3  Söderlund, Kerstin (2012). Årtstafältet, arkeologisk förstudie. Stockholms stadsmuseum. sid. 31. ISBN 978-91-86105-80-8. https://digitalastadsmuseet.stockholm.se/fotoweb/archives/5004-Dokument-och-publikationer/Publikationer/Stockholms_stadsmuseum_rapporterar/SSMB_0030992_01.pdf.info#c=%2Ffotoweb%2Farchives%2F5004-Dokument-och-publikationer%2F%3F961%3D01.%2520Arkeologi
5. ↑  Janzon Kaj, Rahmqvist Sigurd, red (2002). Det medeltida Sverige Bd 2 Södermanland, 1 Tören, Svartlösa, Sotholm. Stockholm: Riksantikvarieämbetet. Libris 8883419. ISBN 9172092408
6. ↑  Hans Hansson doktorsavhandling om Stockholms stadsmurar 1956, s 185
7. ↑  om slaget vid Brännkyrka ur Historiskt-geografiskt och statistiskt lexikon öfver Sverige. 1859
8. ↑  RAÄ-nummer Huddinge 468.
9. ↑  ”Slaget vid Brännkyrka 1518” (pdf). Medlemsblad för Brännkyrka hembygdsförening nr 17 och 18 1956. Brännkyrka hembygdsförening. https://filer.hembygd.se/brannkyrka/uploads/files/2023/04/01/medlemsblad%20nr%2017%20-18%201956.pdf.
10. ↑  ”Slaget vid Brännkyrka 1518”. Digitala Stadsmuseet. Stockholms stad. https://digitalastadsmuseet.stockholm.se/fotoweb/archives/5013-S%C3%A4rskilda-samlingar-(Gr%C3%A5ark-mm)/Gr%C3%A5ark/69/10085936.jpg.info#c=%2Ffotoweb%2Farchives%2F5013-S%25C3%25A4rskilda-samlingar-%28Gr%25C3%25A5ark-mm%29%2F%3Fq%3Dbr%25C3%25A4nnkyrka.
11. ↑  T.ex. av Verner von Heidenstam se https://runeberg.org/svenhovd/300.html